# Stara Ves Petrovska
Stara Ves Petrovska is een plaats in de gemeente Petrovsko in de Kroatische provincie Krapina-Zagorje. De plaats telt 186 inwoners (2001).